# Magnus Fredrik Brahe
Pour les articles homonymes, voir Brahe (homonymie).
 (janvier 2015).
Si vous disposez d'ouvrages ou d'articles de référence ou si vous connaissez des sites web de qualité traitant du thème abordé ici, merci de compléter l'article en donnant les références utiles à sa vérifiabilité et en les liant à la section « Notes et références ».
Le comte Magnus Fredrik Brahe, né le 15 octobre 1756 et mort le 12 décembre 1826 à Stockholm, est un aristocrate suédois proche de Gustave III.

## Biographie

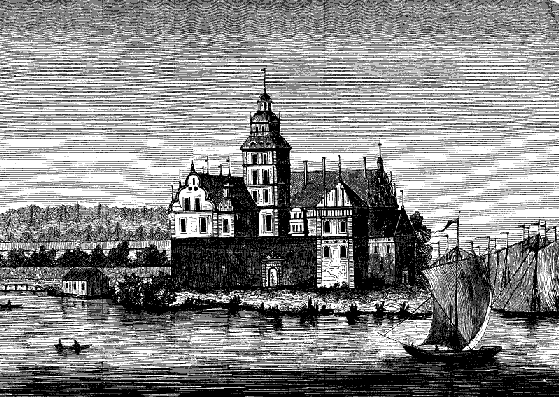
Château de Rydboholm

Le comte Brahe appartient à une ancienne famille de la noblesse suédoise, les Brahe. Il est le fils benjamin du comte Erik Brahe (1722-1756). Il épouse le baronne Ulrique-Catherine Koskull (morte en 1805) et en secondes noces, après la mort de sa première épouse, la nièce de celle-ci, née baronne Aurore-Wilhelmine Koskull.
Le comte fait partie du groupe des partisans de Gustave III (Gustavianerma) contre ceux de la noblesse du parti des chapeaux (Hattarna)  et du parti des casquettes (Mössorna).
Le comte est élevé en 1778 au titre de Seigneur du Royaume (en suédois En haf rikets herrar), titre non héréditaire spécialement créé par le roi Gustave III, après le coup d'État de 1772 pour gratifier ses proches compagnons. Il est l'un des parrains du prince héritier, futur Gustave IV et conseiller secret du conseil privé du roi. Il est président (Lantmarskalk) en 1800 de l'assemblée de la noblesse (Riddarhuset) qui est l'une des quatre composantes des États généraux du royaume.
Il reçoit l'ordre le plus élevé du royaume en 1794, l'ordre des Séraphins.
Brahe est à Paris en 1811. Il vend son château de Spyker sur l'île de Rügen (devenue prussienne) au prince Guillaume de Putbus en 1817 et conserve son château de Rydboholm.